# Geelkopzanger
De geelkopzanger (Teretistris fernandinae) is een zangvogel uit de familie Teretistridae.

## Verspreiding en leefgebied
Deze soort is endemisch in westelijk Cuba.